# Дегеорги, Йозеф
Йо́зеф Дегео́рги (нем. Josef Degeorgi; род. 19 января 1960, Бад-Фёслау, Баден) — австрийский футболист, выступавший на позиции защитника. Участник чемпионата мира 1982 года в составе национальной сборной Австрии.

## Клубная карьера
Йозеф Дегеорги начал свою карьеру в 12 лет в юношеской команде своего домашнего клуба «Бад-Фёслау». В 1974 году присоединился к клубу «Адмира/Ваккер». В 1979 году он дебютировал за этот клуб в профессиональном футболе и провёл в нём пять сезонов, сыграв в более чем 100 матчах чемпионата.
Своей игрой за эту команду привлёк внимание представителей тренерского штаба клуба «Аустрия» (Вена), к которому присоединился в январе 1983 года. Дегеорги провёл в венской команде следующие семь с половиной сезонов своей игровой карьеры. Большую часть времени, проведённого в составе «Аустрии», был основным игроком защиты команды. За это время трижды завоёвывал титул чемпиона Австрии и дважды национальный кубок. Самым большим международным успехом в составе команды для Дегеорги стал выход в полуфинал Кубка обладателей кубков в 1983 году, на пути к которому клуб выбил «Барселону».
В течение сезона 1990/1991 годов вновь защищал цвета клуба «Адмира-Ваккер», а завершил профессиональную карьеру в команде «Мёдлинг», за которую выступал на протяжении 1991—1993 годов. В конце своей игровой карьеры выступал за любительские клубы «Рорбах» и «Бад-Фёслау», в качестве играющего тренера.

## Карьера в сборной
24 марта 1982 года дебютировал в официальных играх в составе национальной сборной Австрии в товарищеском матче против Венгрии (3:2). В том же году 19 мая он забил свой первый и единственный гол за сборную в товарищеском матче против Дании (1:0).
В составе сборной был участником чемпионата мира 1982 года в Испании, где был основным игроком в стартовых 4 матчах, против Чили (1:0), Алжира (2:0), ФРГ (0:1) и Франции (0:1), а его сборная покинула турнир на стадии второго группового этапа. После этого провёл один матч в отборочном турнире чемпионата мира 1986 года и два матча в квалификации чемпионата мира 1990 года, а также семь матчей отборочного турнира чемпионата Европы 1984 года и один матч отбора чемпионата Европы 1988 года.
Всего в течение карьеры в национальной команде, которая длилась 9 лет, провёл в её форме 30 матчей, забив 1 гол.

## Тренерская карьера
После завершения карьеры Дегеорги работал тренером в «Штадлау» с 2003 по 2007 год и в «Фёзендорфе» с 2007 по 2009 год. До 2012 года он тренировал «Санкт-Маргаретен». С конца февраля 2018 года возглавлял любительский клуб «Оберпетерсдорф/Шварценбах». С ноября того же года занимает должность главного тренера в «Леоберсдорфе».

## Достижения
«Аустрия» (Вена)
- Чемпион Австрии (3): 1983/1984, 1984/1985, 1985/1986
- Обладатель Кубка Австрии (2): 1985/1986, 1989/1990